# Renault-Nissan Consulting
Renault-Nissan Consulting est un cabinet de conseil d'origine française, filiale du groupe Renault, qui offre des services de conseil et de formation dans les domaines d'excellence opérationnelle de Renault : Lean Sigma, Monozukuri, Organisation et Management. 
Renault Consulting est un In-House Consulting, modèle très répandu en Allemagne fondé sur l'internalisation d'une partie des activités de conseil en organisation et de management. En France, plusieurs entreprises comme Thales ou Safran ont créé des entités similaires. 
Les 150 consultants de Renault Consulting sont basés en France (Boulogne-Billancourt), en Angleterre (Londres), en Espagne (Madrid et Valladolid) et en Roumanie.

## Historique
Renault Consulting a été constitué en 2007 par le regroupement de l'Institut Renault, précédemment Institut Renault de la Qualité, de la Direction de l'Organisation et des activités de B2E de Renault.
En 2016, Renault-Consulting devient Renault-Nissan Consulting. 